# Ben Ryan (rugby à XV)
Pour les articles homonymes, voir Ben Ryan et Ryan.

Dernière mise à jour le 05 décembre 2018.
Ben Ryan, né le 11 septembre 1971,  est un entraîneur anglais de rugby à sept. Il entraîne l'équipe d'Angleterre durant six années entre 2007 et 2013 puis l'équipe des Fidji entre 2013 et 2016 avec qui il remporte deux fois les World Series (2015 et 2016) et il devient le premier entraîneur de rugby à sept à remporter le titre olympique.

## Biographie
Ben Ryan joue au rugby lors de ses études, mais il deviendra jamais joueur de rugby professionnel. Il devient professeur d'éducation physique et sportive à l'école Saint-Édouard de Oxford et se spécialise dans le rugby à sept où il commence par entrainer des clubs amateurs et universitaires.

## Carrière d'entraîneur

### Avec l'Angleterre
En 2007, il prend en charge la sélection anglaise de rugby à sept.
Lors de la coupe du monde 2013, il amène son équipe en finale de la compétition, stade plus atteint par l'Angleterre depuis 20 ans est la première édition en 1993. L'Angleterre s'incline face à la Nouvelle-Zélande sur le score de 33 à 0.
Malgré le souhait de la fédération anglaise de prolongé l'entraineur, celu-ci décide de quitter son pays pour « de nouveaux horizons ». Il aurait disputés 56 tournois, 300 matches et battu le record de longévité à la tête de l'équipe avec six saisons.

### Avec les Fidji
En 2013, il s'engage avec la fédération fidjienne pour devenir le nouvel entraineur de la sélection nationale pour une durée de trois saisons, le liant jusqu'aux Jeux olympiques de 2016. Il termine sa première saison sur le banc des Fidji à la troisième place du classement derrière la Nouvelle-Zélande et l'Afrique du Sud. La saison suivante, il détrône les néo-zélandais en remportant quatre tournois sur neuf disputés (Gold Coast, Las Vegas, Hong Kong et Glasgow), ce qui permet à sa sélection de se qualifier pour les premiers Jeux olympiques de l'histoire de ce sport. Les Fidji remportent la saison suivante, pour la seconde fois consécutive, les World Series en devançant les sud-africains.

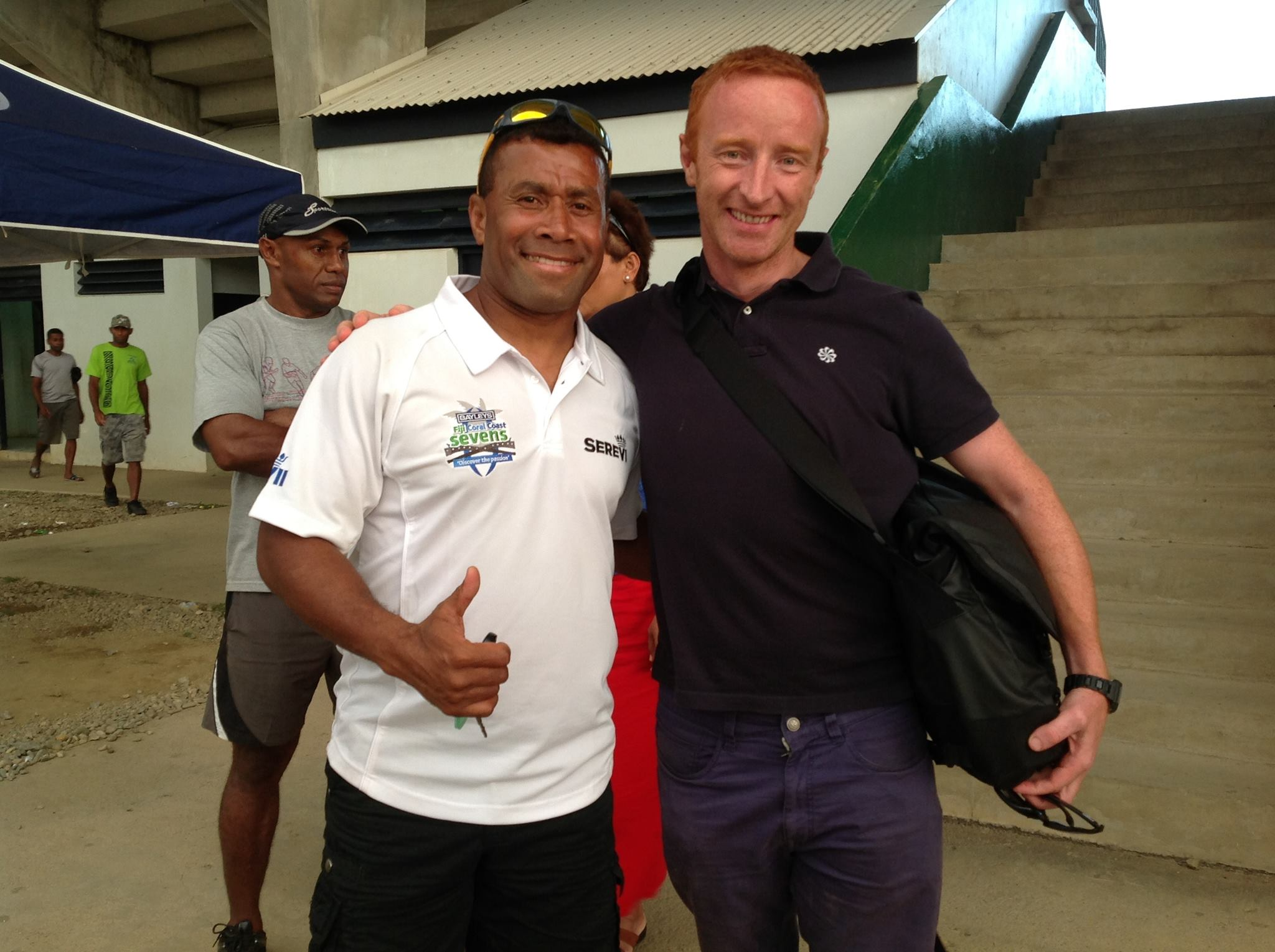
Ben Ryan, avec Waisale Serevi.

Les fidjiens arrivent donc aux Jeux olympiques de Rio comme l'équipe favorite de la compétition. Or le fait que les fidjiens n'aient jamais remporté la moindre médaille olympique et que le rugby à sept soit le sport favori du pays met une importante pression populaire sur la sélection et sur les épaules de Ben Ryan.
L'équipe des Fidji sortent en tête de la poule B en battant, l'Argentine, le Brésil et les États-Unis. En quart de finale, ils rencontrent et battent les néo-zélandais avec de se défaire du Japon, surprise de la compétition. Ils se qualifient alors pour la finale face à la Grande-Bretagne et remportent le match sur un score large de 43 à 7. Le sacre olympique provoque aux Fidji un engouement populaire important. 
Malgré l'insistance de la fédération fidjienne et des supporters de la sélection, Ben Ryan ne prolonge pas son contrat et quitte ainsi l'équipe des Fidji.

### Hors rugby à sept
À la suite du titre olympique, il aide en tant cuslatant, la National Basketball Association aux États-Unis. En 2017, la fédération galloise de rugby recrute Ben Ryan en tant que consultant, notamment pour le Tournoi des Six Nations.

## Popularité aux Fidji
Ben Ryan devient une célébrité aux Fidji, phénomène amplifié par le sacre olympique, le premier pour l'archipel.  Les hommages en son honneur se multiplient : il est le sujet d'une chanson de rock Ben Ryan Song de Babu Marley, possède sa propre émission de rugby et devient membre du jury de Miss Fidji,.  Il reçoit la plus haute distinction du pays en devenant Compagnon de l'Ordre des Fidji, honneur rendu par le Premier ministre Voreqe Bainimarama et le Président de la République fidjienne, Jioji Konrote.
Il obtient également la nationalité fidjienne, reçoit des terrains de 1,2 hectare dans la province de Serua sur l'île principale, le titre de Ratu, titre de noblesse correspondant au chef,. Il deveient ainsi le Ratu Peni Raiyani Latianara.

## Palmarès

### Avec l'Angleterre
- Finaliste de la coupe du monde 2013
- Triple troisième place en World Series en 2009, 2011 et 2012
- 300 matches disputés pour 56 étapes[3]
- Étapes remportées (5) :
  - Wellington 2009
  - Londres 2009
  - Dubaï 2010
  - Dubaï 2011
  - Wellington 2013

### Avec les Fidji
- Champion olympique en 2016
- Double vainqueur des World Series en 2015 et 2016
  -  Troisième en 2014

## Honneurs
- Compagnon de l'Ordre des Fidji[N 2],[17]
- Titre de noblesse : il prend le nom de Ratu Peni Raiyani Latianara[16]